# Романс для флюгельгорна (фільм)
«Романс для флюгельгорна» (чеськ. Romance pro křídlovku) — чехословацький поетично-романтичний фільм-драма 1967 року режисера Отакара Ваври на основі однойменної ліричної поеми 1962 року, чеського письменника, поета та кіносценариста Франтішка Грубіна, який також був співавтором сценарію. Фільм показали на 5-му Московському міжнародному кінофестивалі, де отримав спеціальний срібний приз.

## Сюжет
Юний, романтичний студент Войта (Яромир Ганзлик), приїжджає до рідного села, де допомагає хворому безпомічному дідові, який живе у світі своїх марень. У нього закохуються уже зріла жінка, яка намагається його спокусити, і молоденька дівчина Теріна (Сузана Циганова), яка приїхала до села разом з батьками та каруселлю, на якій вона працює. Кого обере Войта?

## Ролі виконують
- Яромир Ганзлик[cs] — студент Войта
- Сузана Циганова[cs] — Теріна
- Штефан Квєтик — Віктор
- Міріам Канторкова[cs] — Тонка
- Юліус Вашек[cs] — п'ятдесятилітній Войта

## Навколо фільму
Події у фільмі відбуваються в околицях Леша́н на річці Сазаві, де пройшла юність Франтішка Грубіна.

## Нагороди
- 1967 Нагорода Московського міжнародного кінофестивалю:
  - спеціальний срібний приз — Отакар Вавра